# ورزشگاه راین‌اشتادیون
ورزشگاه راین‌اشتادیون (به آلمانی: Rheinstadion) یک ورزشگاه فوتبال در شهر دوسلدورف، آلمان است.
این ورزشگاه که در سال ۱۹۲۵ تأسیس شده‌است دارای ۵۴٬۰۰۰ نفر جمعیت بوده و در سال ۲۰۰۲ تخریب شده‌است، راین‌اشتادیون یکی از ورزشگاه‌های جام جهانی فوتبال ۱۹۷۴ بوده‌است.